# واودرمنت
واودرمنت (به فرانسوی: Vaudrémont) یک کامین در فرانسه است که در Canton of Juzennecourt واقع شده‌است.

## خصوصیات
واودرمنت ۱۰٫۳۹ کیلومترمربع مساحت و ۹۶ نفر جمعیت دارد و ۲۱۵ متر بالاتر از سطح دریا واقع شده‌است.